# Doutor em filosofia

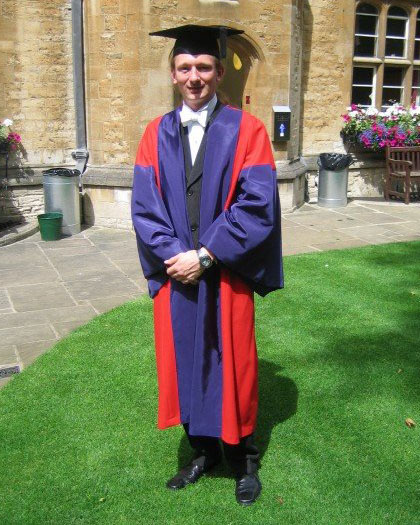
Uma pessoa sendo graduada como PhD

Um Doutor, abreviado nos países anglófonos: PhD, Ph.D., DPhil (do latim philosophiae doctor ou doctor philosophiae: "doutor em filosofia"), é um título fornecido pelas universidades reconhecido como grau terminal nos países de língua inglesa. Ou seja, é o maior grau universitário conferido ao final de um curso de estudos das mais variadas áreas na maioria dos países, obtido através de pesquisa científica. Os indivíduos que obtém o PhD podem usar o título de "doutor" (geralmente abreviado para Dr.). Aqueles que lecionam ou trabalham em ambientes acadêmicos, de pesquisa ou educacionais geralmente usam o título como forma de reconhecimento e respeito.
Os candidatos ao PhD devem produzir uma pesquisa original que expanda os limites do conhecido da área, na forma de tese ou dissertação e defendê-la diante de peritos na área. O corpo principal da pesquisa acadêmica que, em princípio, estará pronta a publicação em um periódico revisado por pares. O PhD é comumente o requisito para a contratação de um professor universitário, pesquisador ou cientista em várias áreas de conhecimento.
Os requerimentos específicos para a obtenção de um PhD variam de país para país, instituição, até período histórico. Nos estudos que levam à obtenção do título, o estudante é chamado de "aluno de doutorado" ou "aluno de PhD". O estudante que tenha completado todo o seu curso, passado pela banca de avaliação e defendido sua tese/dissertação é chamado de "candidato a doutorado" ou "candidato a PhD".
Em muitos países, o candidato deve defender seu trabalho perante uma banca examinadora indicada pela universidade. Algumas universidades possuem outros tipos de doutorado, como o Doutor em Artes Musicais (D.M.A.) para músicos e profissionais da música e o Doutor em Educação (Ed.D.), para profissionais da educação. Em 2005, a Associação das Universidades Europeias definiram os "Princípios de Salzburgo", que consistem em dez princípios básicos para o processo de obtenção de doutorados com base no Processo de Bologna. A estes se seguiram os "Princípios de Florença", em 2016, que consistem em sete princípios básicos para doutorados em artes.
Em alguns países como China e Japão, candidatos em áreas como engenharia e farmácia, que nos países ocidentais obteriam doutorados específicos como Doutor em Engenharia (EngD) e Doutor em Farmácia (PharmD), recebem o título de PhD. Também acontece de esses diplomas, ao serem traduzidos para o inglês, venham com o título de PhD. Nestes países a distinção profissional entre os doutorados é menos significativa.
O termo "filosofia" neste título não se relaciona apenas ao campo da filosofia propriamente dita, mas provém do sentido grego da palavra, que é amor ao conhecimento. Na Europa, os campos como história, filosofia, ciências sociais, matemática e história natural, diferente de teologia, medicina e direito, eram todos, tradicionalmente, conhecidos como "filosofia" e o curso básico da faculdade de artes liberais também era conhecido como "faculdade de filosofia".

## História

### Idade Média e Europa Moderna
Nas universidades medievais da Europa, o estudo era organizado em quatro faculdades: a faculdade de artes de nível básico e três instituições superiores, constituindo os cursos de teologia, medicina e direito (tanto o canônico quanto o legal). Estas três instituições fornecerem títulos intermediários (bacharelado) e finais. Inicialmente, os títulos de mestre e doutor eram usados de maneira intercambiável para os títulos finais. O título de "doutor" era apenas uma formalidade oferecida ao professor/mestre de artes, mas na Idade Média os termos de mestre em artes e doutor em teologia, doutor em direito e doutor em medicina se tornaram padrão em vários lugares, ainda que na Alemanha e na Itália, as universidades usassem o título em todas as faculdades.
Os doutorados, em várias faculdades, eram muito diferentes dos títulos atuais, onde eles eram conferidos devido ao conhecimento avançado e não por pesquisa científica original. Nenhuma tese ou trabalho original eram requeridos, apenas requerimentos de residência e exames. Além destes níveis, havia também a licenciatura. Originalmente uma licença para lecionar, era concedida pouco antes do título de mestre ou de doutor por uma diocese na qual a universidade estava localizada. Depois ela evoluiu para um grau acadêmico, em especial nas universidades do continente.
De acordo com Keith Allan Noble (1994), o primeiro título de doutorado foi concedido em Paris, por volta de 1150. O doutorado em filosofia foi desenvolvido na Alemanha como a última credencial para o trabalho docente, cerca de 1652. Não havia PhDs na Alemanha antes de 1650, onde eles começaram a substituir o mestrado como o grau acadêmico mais elevado. Um dos primeiros doutores da Alemanha foi Erhard Weigel pela Universidade de Leipzig, em 1652.
Em teoria, o curso completo de estudos pode, por exemplo, levar sucessivamente aos graus de Bacharel em Artes, Licenciatura em Artes, Mestre em Artes ou Bacharel em Medicina, Licenciatura em Medicina ou Doutor em Medicina, mas antes do início Idade Moderna, existiam muitas exceções. A maioria dos alunos deixava a universidade sem se tornar mestre em artes, enquanto os regulares (membros de ordens monásticas) podiam pular completamente o curso de artes.

## Reformas educacionais na Alemanha
A situação muda no começo do século XIX por meio de várias reformas educacionais na Alemanha, fortemente baseadas no modelo da Universidade de Berlim, fundada e administrada pelo governo da Prússia, em 1810. A faculdade de artes, que na Alemanha era chamada de faculdade de filosofia, começou a exigir contribuições em pesquisa, comprovadas com uma dissertação, para poder obter o título final, que era chamado de doutor em filosofia, abreviado como PhD (originalmente, era o equivalente alemão ao mestrado em artes). Enquanto na Idade Média o corpo docente de artes tinha um currículo definido, baseado no Trívio e no Quadrívio, no século XIX passou a abrigar todos os cursos em disciplinas agora comumente referidas como ciências humanas. Praticamente todo o financiamento vinha do governo central, e poderia ser cortado se o professor fosse politicamente inaceitável.
Essas reformas foram extremamente bem-sucedidas e, rapidamente, as universidades alemãs começaram a atrair estudantes estrangeiros, principalmente dos Estados Unidos. Os estudantes norte-americanos iam para a Alemanha para obter o doutorado após terem estudado para um bacharelado em uma faculdade em seu país. Essa prática foi tão influente que foi importada para os Estados Unidos, onde em 1861 a Universidade Yale começou a conceder o grau de doutor para alunos mais jovens que, após terem obtido o diploma de bacharel, concluíram um curso de pós-graduação com sucesso e defendeu uma tese ou dissertação contendo pesquisas originais em ciências ou humanidades. Na Alemanha, o nome do doutorado foi adaptado depois que o corpo docente de filosofia começou a ser dividido - por ex. Dr. rer. nat. para doutorados na faculdade de ciências naturais - mas na maior parte do mundo anglófono, o nome "Doutor em Filosofia" foi mantido para doutorados de pesquisa em todas as disciplinas.
O título de PhD e títulos semelhantes se espalharam pela Europa no século XIX e no começo do século XX. O grau foi introduzido na França em 1808, substituindo os diplomas de alto nível acadêmico. Na Rússia ele chegou em 1819, com o título de Doktor nauk, levemente equivalente ao PhD, gradualmente substituiu o diploma de especialista, equivalente ao mestrado, que na época era o nível acadêmico mais alto. Na Itália foi introduzido em 1927, quando os Phds substituíram a Laurea, o mais alto nível acadêmico do país.

## Brasil
As universidades brasileiras fornecem o título de DSc (Scientiae Doctor, Doctor of Science ou Doutor em Ciências) para as pessoas que completam um curso de doutorado, sendo este título (DSc) equivalente ao PhD obtido em universidades de outros países.

## Títulos relacionados
- Doctor of Arts (DA)
- Doctor of Business Administration (DBA)
- Doctor of Health Science (DHSc)
- Doctor of Canon Law (JCD)
- Doctor of Design (DDes)
- Doctor of Education(EdD)
- Doctor of Engineering (DEng/Dr. Eng./EngD)
- Doctor of Information Technology (DIT)
- Doctor of Veterinary Medicine (DVM\V.M.D.)
- Doctor of Laws (LLD)
- Doctor of Juridical Science (JSD)
- Doctor of Management (DM)
- Doctor of Medicine (MD the United Kingdom and many Commonwealth)
- Doctor of Osteopathic Medicine (DO)
- Doctor of Philosophy (PhD or DPhil)
- Doctor of Clinical Psychology (ClinPsyD)
- Doctor of Professional Studies (DPS)
- Doctor of Science (DSc)
- Doctor of Social Science (DSocSci)
- Doctor of Public Health  (DrPH)
- Doctor of Theology (ThD or DTh)